# Rhomboideus
Rhomboideus, ofte bare kaldt rhomboids, er rhombe-formede muskler med forbindelse til scapula. De er hovedsageligt ansvarlig for dets tilbagetrækning. De innerveres af den dorsale scapulære nerve. Der er to rhomboideusmuskler på hver side af den øvre ryg:
- Rhomboideus major
- Rhomboideus minor

## Yderligere billeder
- Rhomboideus.      Rhomboideus minor     Rhomboideus major
- Rhomboideus.
- Venstre scapula. Posteriore overflade.
- Fuldstændig rygmuskelfleksion